# Вилијам Бернбах
Вилијам Бернбах (енгл. William Bernbach; 13. август 1911 — 2. октобар 1982) је био амерички креативни директор. Био је један од тројице оснивача међународне рекламне агенције  Doyle Dane Bernbach (ДДБ) 1949. године. Осмислио је бројне револуционарне рекламне кампање и на тај начин  остварио трајни утицај на стварање креативне организационе структуре, коју сада често користе рекламне агенције.

## Младост
Бил Бернбах је рођен у јеврејској породици у Бронксу у Њујорку, као дете Ребеке и Џејкоба Бернбаха. Похађао је државне школе у Њујорку, а потом је 1932. завршио основне студије на Универзитету у Њујорку, смер енглески језик, али се такође посветио изучавању пословне администрације, филозофије, музике, и клавира. 

## Каријера
Године 1933, Бернбах је прихватио посао управљања поштанским складиштем у Шенлијевој дестилерији. Ово се десило за време Велике светске економске кризе, а посао му је обезбедила породична веза. На своју иницијативу, правовремено и ефикасно је написао рекламу за Шенлијев амерички крем виски (енг. Shanley’s American Cream Whiskey), коју је доставио у праве руке, након чега је иста објављена. После овога, добио је унапређење за рад у сектору за оглашавање.
Напустио је Шенли 1939. године да би писао у име Гровера Вејлена, водећег члана Светске изложбе, који је одржан исте године, а наредне године  придружио се идустрији оглашавања, кроз рад у „Вилијам Вајнтрауб“ агенцији. Активно је служио две године у Другом светском рату, а након тога радио је у маркетиншкој агенцији Grey Advertising у компанији Coty. Почео је као копирајтер, али је унапређен у креативног директора до 1947. године. 
Бернбах је убрзо постао фрустриран истоветношћу која је била присутна  у свим сегментима оглашавања. Упутио је писмо молбе у ком је изразио забринутост поводом те ситуације. Један параграф поготово истиче његову жељу да измени креативност у оглашавању: 
У сектору оглашавања постоји пуно одличних рекламних техничара. Нажалост, они о овоме причају у најлепшем светлу. Знају сва правила. Могу да кажу да ћете имати већу читаност, ако поменете људе у огласу. Могу да кажу да реченица мора да садржи толико и толико речи. Могу да кажу да би текст требало поделити на пасусе ради лакшег читања. Могу наводити чињеницу за чињеницом. Они су научници  у оглашавању. Али постоји мала зачкољица. Оглашавање је пре свега убеђивање, а убеђивање није наука већ уметност.
Бернбах је основао агенцију за оглашавање 1949. године на Менхетну, заједно са Џејмсом Едвином Дојлом, са којим је сарађивао у компанији Grey Advertising, и Максвелом Дејном, који је већ водио малу агенцију. Бернбах је основао агенцију за оглашавање, чији се назив састојао од иницијала њихових имена. Његова филозофија о креативном оглашавању била је да је креативан начин преношења поруке (начин на који је порука пренета) подједнако битан као и њена суштина (садржај поруке).
Од оснивања те агенције, Бернбах је имао улогу координатора у писању огласа, избегавајући административне и промотивне аспекте посла, којима се бавио Дејн. Играо је улогу покретача креативности, која је управо допринела томе да агенција повећа своја наплате са приближно једног милиона долара на више од 40 милиона, до тренутка када се пензионисао.
ДДБ израсла је у једанаесту највећу рекламну агенцију у Сједињеним Америчким Државама до 1976. године, када је Бернбах одступио од позиције извршног директора, да би био именован за генералног директора извршног одбора. 
Његова најупечатљивија кампања била је за Фолксваген, која је обухватала рекламе попут ”Тhink small” и ”Lemon”.  Друге кампање вредне помена које је водио Бернбахов тим су: 
- Juan Valdez
- We Try Harder for Avis Rent a Car System
- Mikey for Life Cereal
- You Don't Have to be Jewish to Love Levy's for Levy's Rye Bread
- It's so simple for Polaroid

Бернбахова кампања за Avis Rent-a-Car ефективно је прокрчила пут за „аутсјадерско“ оглашавање и постала је тренутни хит на тржишту. Објављена је 1962. године, када је Авис губио удео на тржишту у корист директног супарника компаније Херц, а потпомогла је финансијску позицију компаније која је губитке преокренула у профит за само годину дана. Слоган компаније остао је непромењен наредних 50 година и једна је од најтрајнијих кампањи у оглашавању.

## Наслеђе
Бернбах је био познат по својој посвећености креативности и специфичним темама, због чега се сматрало да је главни покретач Креативне револуције током 1960-их и 1970-их. Његов рад често је одликован једноставношћу. 
Заслуге му се приписују и зато што је био прва особа која је ујединила копирајтере и креативне директоре у тимове од две особе, модел који и дан-данас постоји у агенцијама за оглашавање. Пре тога били су подељени по одељењима. Током каријере освојио је многе награде и признања за рад у оквиру индустрије за оглашавање. Уврстили су га у Кућу славних копирајтера 1964. године, добио је награду „Човек године у оглашавању“ 1964. и 1965. године, и награду корпорације Пулс за „Човека године“ 1966. године. Поред тога је именован и за „Најбољег руководиоца рекламне агенције“ 1969. године, примио је награду „Златна плоча“ Америчке академије за достигнућа 1976. године и уведен је у Кућу славних Америчке оглашавачке федерације исте године. Дизајнирао је трофеј Оглашавачке куће славних под називом ”Златне мердевине”.
АМЦ програм, Људи са Менхетна, који је усредсређен на измишљену рекламну агенцију Стерлинга Купера раних 1960-их, садржи бројне алузије на Бернбарха. Бернбахове иновативне технике се често пореде с конвенционалнијим стилом Стерлинга Купера, док се ДДБ често помиње као један од ривала у другој сезони.

## Лични живот
Једна од Бернбахових помоћница у поштанском складишту у оквиру Шенлијеве дестилерије 1930-их била је и Евелин Карбон, студенткиња Хантер колеџа, која је лепила маркице на одлазној пошти. Док је Бернбарх покушавао да добије позицију у сектору оглашавања, Евелин је постала рецепционерка. Заљубили су се једно у друго, а потом их је матичар венчао 1938. године. Његова породица је била против тог брака на верској основи, али упркос томе су живели срећно и имали су два сина, Џона Ел. и Пола. 
Након Билове смрти, Евелин и Боб Левенсон, креативни директор ДДБ-а, објавили су књигу под називом  "Bill Bernbach's Book: A History of Advertising that Changed the History of Advertising".

## Бернбахови цитати
- „Докажимо свету да се добар укус, добра уметност, и добра књижевност могу добро продати.“[11]
- „Сви ми који, при обављању посла, користимо медије обликујемо заједницу. Можемо да јој умањимо на значају — Можемо да је осакатимо. Или је можемо подићи на виши ниво.“[12]
- „Истина није истина док вам људи не верују, а не могу да вам верују ако не знају шта говорите. Не могу да знају шта говорите — ако вас не слушају, а не могу да вас слушају ако им нисте занимљиви. Нећете им бити занимљиви, осим ако ствари које говорите нису јединствене, маштовите и свеже.“ [13]
- „Може бити да је креативност последња неправедна предност којом на законит начин можемо победити конкуренцију.“[14]